# Rota 1 (Paraguai)
A rota nacional n ° 1 "Francisco Solano López", mais conhecida como Rota 1, é uma estrada do Paraguai que liga a cidade de Assunção com a cidade de Encarnación. Sua extensão é de 370 quilômetros. Tem uma ou duas pistas por mão em diferentes áreas de sua rota. É uma das mais importantes e movimentadas do país.

## Cabines de pedágio
- km 42: Ita
- km 157: Caapucu
- km 325: Coronel Bogado

## Cidades

### Distrito Capital
- km 0: Assunção

### DepartamentoCentral
- km 7: Fernando de la Mora
- km 10: San Lorenzo
- km 20: Capiatá
- km 25: Julián Augusto Saldívar
- km 37: Itá

### Departamento deParaguarí
- km 48: Yaguarón
- km 66: Paraguarí
- km 84: Carapeguá
- km 97: San Roque González de Santa Cruz
- km 103: Quiindy
- km 141: Caapucú

### Departamento deMisiones
- km 162: Villa Florida
- km 176: San Miguel
- km 196: San Juan Bautista
- km 226: San Ignacio Guazú
- km 257: Santa Rosa
- km 272: San Patricio

### Departamento deItapúa
- km 305: General Delgado
- km 319: Coronel Bogado
- km 330: Carmen del Paraná
- km 360: San Juan del Paraná
- km 370: Encarnación